# Halasangi, Indi
Halasangi là một làng thuộc tehsil Indi, huyện Bijapur, bang Karnataka, Ấn Độ.